# Hieracium lawsonii
Lo  sparviere di Lawson (nome scientifico  Hieracium lawsonii  Vill., 1779) è una specie di pianta angiosperma dicotiledone della famiglia delle Asteraceae.  SPECIE  è anche l'unica "specie principale" italiana appartenente alla sezione Hieracium sect. Cerinthoidea  Monnier.

## Etimologia
Il nome del genere deriva dalla parola greca hierax o hierakion (= sparviere, falco). Il nome del genere è stato dato inizialmente dal botanico francese Joseph Pitton de Tournefort (1656 - 1708) rifacendosi probabilmente ad alcuni scritti del naturalista romano Gaio Plinio Secondo (23 - 79) nei quali, secondo la tradizione, i rapaci si servivano di questa pianta per irrobustire la loro vista. L'epiteto specifico (lawsonii ) è stato dato in onore di I. Lawson, medico scozzese e amico di Linneo.
Il nome scientifico della specie è stato definito dal botanico Domínique Villars (1745-1814) nella pubblicazione " Prospectus de l'Histoire des Plantes de Dauphiné" (Prosp. Hist. Pl. Dauphiné 36) del 1779.

## Descrizione
Habitus. La forma biologica è emicriptofita scaposa (H scap), ossia in generale sono piante erbacee, a ciclo biologico perenne, con gemme svernanti al livello del suolo e protette dalla lettiera o dalla neve e sono dotate di un asse fiorale eretto e spesso privo di foglie. Tutte le specie del gruppo sono provviste di latice; inoltre in questa pianta sono presenti dei peli ghiandolari. Queste piante sono fillopodi.
Fusto. I fusti, in genere eretti e sottili, sono di solito solitari e mediamente ramificati o afilli. Le radici in genere sono di tipo fittonante. L'apice del rizoma è di tipo eriopode. L'altezza media per queste piante è di 15 – 25 cm.
Foglie. Sono presenti sia foglie delle rosette basali (da 5 a 7) che cauline (queste ultime sono scarse) con disposizione alterna. Le lamine sono intere o dentate con forme oblungo-spatolate. La superficie può essere ricoperta da peli semplici o ramificati. Le forme delle foglie cauline sono ovato-lanceolate con dimensioni progressivamente ridotte.
Infiorescenza. Le sinflorescenze hanno delle forme forcate o forcato-panicolate con 1 - 3 rami diritti o arcuato-ascendenti. L'infiorescenza vera e propria è composta da pochi capolini terminali. L'acladio è di 2 – 6 cm. I capolini, solamente di tipo ligulifloro, sono formati da un involucro composto da diverse brattee (o squame) all'interno delle quali un ricettacolo fa da base ai fiori ligulati. L'involucro ha una forma da emisferica ad ampiamente ellissoide ed è formato da diverse serie di brattee colorate di olivaceo fino a verde con forme oblungo-lanceolate acuminate. I margini degli alveoli del ricettacolo (nudo - senza pagliette) sono cigliati. Dimensione del capolino: 20 – 35 mm.
Fiori. I fiori, tutti ligulati, sono tetra-ciclici (ossia sono presenti 4 verticilli: calice – corolla – androceo – gineceo) e pentameri (ogni verticillo ha in genere 5 elementi). I fiori sono ermafroditi, fertili e zigomorfi.
- Formula fiorale:

*/x K {\displaystyle \infty }, [C (5), A (5)], G 2 (infero), achenio
- Calice: i sepali del calice sono ridotti ad una coroncina di squame.
- Corolla: le corolle sono formate da un tubo e da una ligula terminante con 5 denti; il colore è giallo. I dentelli apicali sono cigliati. Dimensioni delle ligule: larghezza 2 mm; lunghezza 15 – 20 mm.
- Androceo: gli stami sono 5 con filamenti liberi, mentre le antere sono saldate in un manicotto (o tubo) circondante lo stilo.[14] Le antere alla base sono acute. Il polline è tricolporato.[15]
- Gineceo: lo stilo giallo (con tendenza al nerastro) è filiforme e peloso sul lato inferiore; gli stigmi dello stilo sono due divergenti. L'ovario è infero uniloculare formato da 2 carpelli. La superficie stigmatica è interna.[16]
- Antesi: da giugno ad agosto.

Frutti. I frutti sono degli acheni con pappo. Gli acheni hanno una forma da oblunga a obovoide-obconica con apice troncato e privi di becco (non sono compressi); in alcuni casi gli acheni sono provvisti di coste longitudinali. Il pappo si compone di peli semplici grigiastri, scabri o barbati (non piumosi). Raramente il pappo è assente. Dimensione degli acheni: 2,7 – 3 mm.

## Biologia
Impollinazione: l'impollinazione avviene tramite insetti (impollinazione entomogama tramite farfalle diurne e notturne).
Riproduzione: la fecondazione avviene fondamentalmente tramite l'impollinazione dei fiori (vedi sopra).
Dispersione: i semi (gli acheni) cadendo a terra sono successivamente dispersi soprattutto da insetti tipo formiche (disseminazione mirmecoria). In questo tipo di piante avviene anche un altro tipo di dispersione: zoocoria. Infatti gli uncini delle brattee dell'involucro si agganciano ai peli degli animali di passaggio disperdendo così anche su lunghe distanze i semi della pianta.

## Distribuzione e habitat

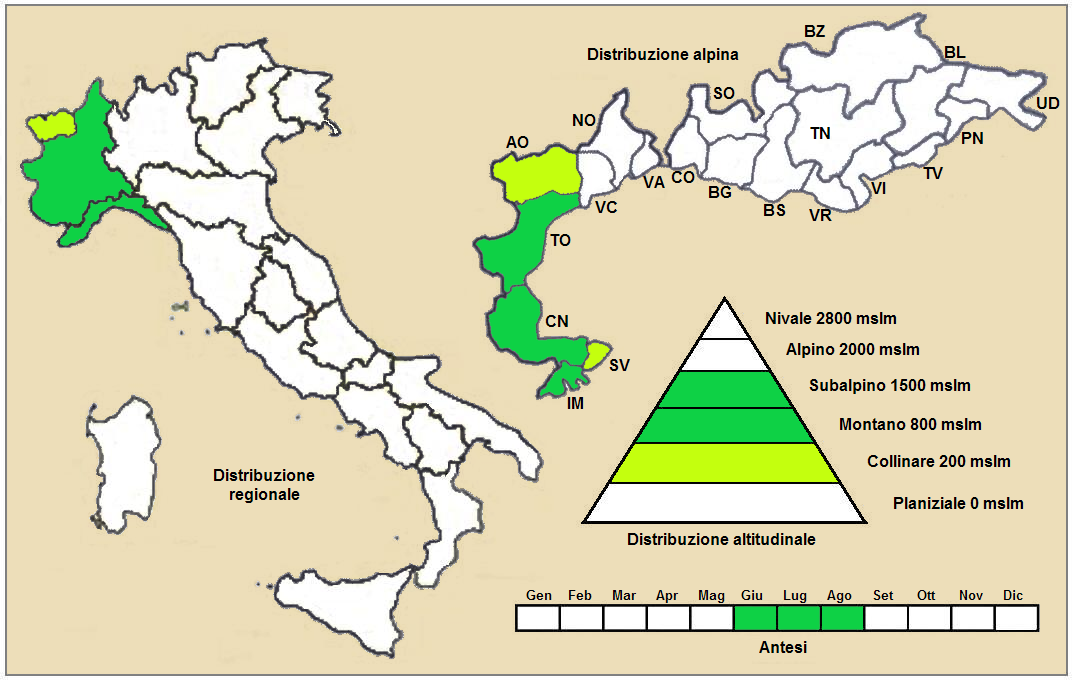
Distribuzione della pianta (Distribuzione regionale – Distribuzione alpina)

Geoelemento: il tipo corologico (area di origine) è Orofita / Nord Ovest Mediterraneo.
Distribuzione: in Italia questa specie è rara e si trova nelle Alpi Occidentali. Fuori dall'Italia, sempre nelle Alpi, questa specie si trova in Francia. Sugli altri rilievi collegati alle Alpi è presente nel Massiccio del Giura, Massiccio Centrale e Pirenei. Nel resto dell'Europa e dell'areale del Mediterraneo si trova in Europa occidentale.
Habitat: l'habitat preferito per queste piante sono le rupi e i pendii sassosi. Il substrato preferito è calcareo ma anche calcareo/siliceo con pH basico, assi valori nutrizionali del terreno che deve essere secco.
Distribuzione altitudinale: sui rilievi alpini, in Italia, queste piante si possono trovare fino a quote comprese tra 500 e 2.000 m s.l.m.; nelle Alpi frequentano quindi i seguenti piani vegetazionali: montano, subalpino e in parte quello collinare.

### Fitosociologia
Dal punto di vista fitosociologico alpino la specie di questa scheda appartiene alla seguente comunità vegetale:
Formazione: comunità delle fessure e delle rupi e dei ghiaioni
Classe: Asplenietea trichomanis
Ordine: Potentilletalia caulescentis

## Tassonomia
La famiglia di appartenenza di questa voce (Asteraceae o Compositae, nomen conservandum) probabilmente originaria del Sud America, è la più numerosa del mondo vegetale, comprende oltre 23.000 specie distribuite su 1.535 generi, oppure 22.750 specie e 1.530 generi secondo altre fonti (una delle checklist più aggiornata elenca fino a 1.679 generi). La famiglia attualmente (2021) è divisa in 16 sottofamiglie.

### Filogenesi
Il genere di questa voce appartiene alla sottotribù Hieraciinae della tribù Cichorieae (unica tribù della sottofamiglia Cichorioideae). In base ai dati filogenetici la sottofamiglia Cichorioideae è il terz'ultimo gruppo che si è separato dal nucleo delle Asteraceae (gli ultimi due sono Corymbioideae e Asteroideae). La sottotribù Hieraciinae fa parte del "quinto" clade della tribù; in questo clade è posizionata alla base ed è "sorella al resto del gruppo comprendente, tra le altre, le sottotribù Microseridinae e Cichoriinae. Il genere Hieracium (insieme al genere Pilosella) costituisce il nucleo principale della sottotribù Hieraciinae e formano (insieme ad altri generi minori) un "gruppo fratello" posizionato nel "core" delle Hieraciinae.
Il genere Hieracium è un genere estremamente polimorfo con maggioranza di specie apomittiche. Di questo genere sono descritte circa 1000 specie sessuali e oltre 3000 specie apomittiche, delle quali circa 250 e più sono presenti nella flora spontanea italiana. Alcuni taxon collegati alle varie specie del genere sono sottospecie, altri sono considerati aggregati (o inclusi), e altri ancora sono considerati "intermediari" (o impropriamente ibridi in quanto queste specie essendo apomittiche non si incrociano e quindi non danno prole feconda) con altre specie. A causa di ciò si pongono dei problemi di sistematica quasi insolubili e per avere uno sguardo d'insieme su questa grande variabilità può essere necessario assumere un diverso concetto di specie. Qui in particolare viene seguita la suddivisione del materiale botanico in sezioni così come sono elencate nell'ultima versione della "Flora d'Italia".
La specie di questa voce è descritta all'interno della sezione Hieracium sect. Cerinthoidea   Monnier i cui caratteri principali sono:
- in questa pianta sono presenti dei peli ghiandolari;
- l'apice del rizoma è di tipo eriopode;
- i margini degli alveoli del ricettacolo sono cigliati;
- le foglie cauline sono scarse;
- le sinflorescenze sono formate da pochi capolini.

La sezione (Cerithoidea - sezione VI) a capo della specie di questa voce è strettamente relazionata alla sezione Amplexicaulia; entrambe hanno un centro di differenziazione nei Pirenei (nelle Alpi occidentali sono rappresentate solamente da poche specie).
Nella "Flora d'Italia" è indicata la seguente "specie secondaria" (collegata riproduttivamente alla specie di questa voce) appartenente al gruppo della sezione  Cerinthoidea:
- Hieracium bicknellianum Belli & Arv.-Touv., 1904

Descrizione: i caratteri di questa specie sono più simili alla specie H. lawsonii che alla specie H. pedemontanum.
Antesi: da luglio ad agosto.
Distribuzione: in Italia è molto rara e si trova nelle Alpi Occidentali (Monte Toraggio).
Habitat: l'habitat tipico per questa specie sono i pendii sassosi.
L'indumentum è uno degli elementi più importanti per distinguere le varie specie.  H. lawsonii è caratterizzato dalla seguente pubescenza:
| Tipo peli        | Caule                             | Foglie                                               | Peduncoli dei capolini               | Brattee involucrali               |
| ---------------- | --------------------------------- | ---------------------------------------------------- | ------------------------------------ | --------------------------------- |
| Peli semplici    | Sono sparsi e solamente alla base | Densi su entrambi i lati, sericei, dentati e bianchi | Assenti                              | Assenti                           |
| Peli ghiandolari | Sparsi                            | Assenti o minuti peli ai margini                     | Densi, lunghi 0,2 - 0,5 mm e sottili | (come nei peduncoli dei capolini) |
| Peli stellati    | Assenti                           | Assenti                                              | Sparsi con apice barbato             | (come nei peduncoli dei capolini) |

Il numero cromosomico di  H. lawsonii è: 2n = 27.

### Sottospecie
Per questa specie sono riconosciute le seguenti sottospecie, alcune delle quali sono presenti nella flora spontanea italiana:
- Hieracium lawsonii subsp. acrocerinthe (Arv.-Touv.) Zahn, 1921 - Distribuzione: Spagna.
- Hieracium lawsonii subsp. elvae Gottschl. & Dunkel, 2014 - Distribuzione: Italia
- Hieracium lawsonii subsp. lawsonii - Distribuzione: Italia e Europa (occidentale).

### Specie inclusa
La seguente specie è "inclusa" nel gruppo del Hieracium lawsonii:
- Hieracium scotocerinthe Arv.-Touv.

### Sinonimi
La specie di questa voce, in altri testi, può essere chiamato con nomi diversi. L'elenco che segue indica alcuni tra i sinonimi più frequenti:
Sinonimi della sottospecie acrocerinthe
- Hieracium acrocerinthe Arv.-Touv.

Sinonimi della sottospecie lawsonii
- Hieracium villarsianum Rouy